# Wölfe (Fernsehserie)
Wölfe (OT: Wolf Hall) ist eine britische Fernsehserie, die am 21. Januar 2015 ihre Premiere beim Sender BBC Two hatte. Regie führte Peter Kosminsky. Als Basis dienten die Romane Wolf Hall (dtsch. Wölfe) und Bring up the Bodies (dtsch. Falken) von Hilary Mantel. Die Serie wurde bei der Primetime-Emmy-Verleihung 2015 mit acht Nominierungen bedacht, ebenso mit drei Nominierungen bei den Golden Globe Awards 2016.

## Handlung
Die sechsteilige Serie beschreibt das politische Intrigenspiel am Hof des englischen Königs Heinrich VIII. im Jahrzehnt zwischen 1530 und 1540 aus der Sicht von Thomas Cromwell, der in diesen Jahren als Master Secretary  engster Vertrauter und politischer Ratgeber des Königs ist.
Der etwa 40-jährige König Heinrich VIII. versucht seit 1527 seine Ehe mit Katharina von Aragon beim Papst annullieren zu lassen, da aus dieser Ehe keine männlichen Thronerben hervorgegangen sind.  Aber alle Bemühungen des Lordkanzlers Kardinal Wolsey in Rom scheitern.  Der allmächtige Kardinal Wolsey verliert darüber sein Amt als Lordkanzler. Er wird auf Befehl des Königs durch Harry Percy, den Herzog von Northumberland, verhaftet und verstirbt bei der Überstellung in den Tower.
Der aus einfachen Verhältnissen stammende Thomas Cromwell hat Rechtswissenschaft studiert und sich als Jurist im Dienste Wolseys hochgearbeitet. Während der allseits geachtete Humanist Thomas Morus zu Heinrichs neuem Lordkanzler aufsteigt, wird der König auch auf Thomas Cromwell aufmerksam. Zunehmend gewinnt Cromwell – vom alten Adel wegen seiner niederen Herkunft argwöhnisch beäugt – die Gunst des Königs. 1533 wird Cromwell, der im Stillen mit den deutschen Reformatoren sympathisiert, vom König zum Schatzkanzler und 1534 zum königlichen Sekretär ernannt. Unter Cromwells Leitung beschließt das Parlament die Suprematsakte, die den König anstelle des Papstes zum Oberhaupt einer eigenständigen englischen Kirche macht. Damit wird die Scheidung Heinrichs VIII. von Katharina möglich und er kann seine  Favoritin Anne Boleyn offiziell heiraten und zur Königin von England machen.
In der Folge beschließt das Parlament noch im selben Jahr den Act of Succession. Dieses Gesetz bestätigt die Legitimität aller Kinder, die der neuen Ehe entstammen sollten. 1533 hat Anne Boleyn dem König zwar eine Tochter Elizabeth geboren, doch der ersehnte männliche Thronfolger bleibt aus. Thomas Morus, der bereits 1532 das Amt des Lordkanzlers niedergelegt hat, verweigert den Eid auf den Successionsakt. Zusammen mit John Fisher, dem Bischof von Rochester, wird Morus eingekerkert und im Juli 1535 hingerichtet. Sein Nachfolger auf Vorschlag von Thomas Cromwell wird Thomas Audley. Angesichts des fehlenden Thronfolgers erkaltet des Königs anfängliche Liebe zunehmend und verwandelt sich allmählich in Zorn, zumal die Königin ihr ausschweifendes Hofleben ungebrochen fortsetzt. Im August 1535 lernt der König auf dem Landsitz Wolf Hall die junge Hofdame Jane Seymour kennen und verliebt sich in sie. Als Anne Boleyn eine Fehlgeburt erleidet (Januar 1536), interpretiert der König dies als Gottesgericht. Zur Sicherung des Hauses Tudor sieht er die Geburt eines Sohnes als notwendig an und beauftragt Cromwell, auch seine zweite Ehe aufzuheben, um Jane Seymour heiraten zu können. Cromwell spinnt daraufhin aus den Aussagen von Höflingen, insbesondere der Kammerfrau Jane Parker, Ehefrau von Anne Boleyns Bruder George, eine Intrige und beschuldigt die Königin des Ehebruchs mit drei Höflingen sowie der Inzucht mit ihrem Bruder George Boleyn, Lord Rochford. Der König lässt Cromwell freie Hand. Am 1. Mai 1536 lässt Cromwell die Königin verhaften. Die beschuldigten Männer und die Königin werden angeklagt und zum Tode verurteilt. Am 19. Mai 1536 wird Anne Boleyn im Hofe des Tower in London von einem französischen Scharfrichter, den der König eigens aus Calais hat kommen lassen, enthauptet.

## Darsteller und Synchronisation
Die deutschsprachige Synchronisation der Serie erfolgte bei der Interopa Film GmbH, Berlin unter Dialogregie von Christoph Cierpka.
- Mark Rylance als Thomas Cromwell
- Damian Lewis als Heinrich VIII.
- Claire Foy als Anne Boleyn
- Bernard Hill als Thomas Howard, 3. Duke of Norfolk
- Anton Lesser als Thomas Morus
- Mark Gatiss als Stephen Gardiner
- Mathieu Amalric als Eustace Chapuys
- Joanne Whalley als Katharina von Aragon
- Jonathan Pryce als Thomas Wolsey
- Thomas Brodie-Sangster als Rafe Sadler
- Tom Holland als Gregory Cromwell
- Harry Lloyd als Harry Percy
- Jessica Raine als Jane Boleyn
- Saskia Reeves als Johane Williamson
- Charity Wakefield als Mary Boleyn
- Ed Speleers als Edward Seymour
- Kate Phillips als Jane Seymour

## Veröffentlichung im deutschsprachigen Raum
Die Fernsehausstrahlung erfolgte auf Arte am 21. und 28. Januar 2016 in je drei Folgen. Am 29. Januar 2016 wurde die Serie auf DVD und Blu-ray veröffentlicht.